# New-York-City-Marathon 1986
Der New-York-City-Marathon 1986 war die 17. Ausgabe der jährlich stattfindenden Laufveranstaltung in New York City, Vereinigte Staaten. Der Marathon fand am 2. November 1986 statt.
Bei den Männern gewann Gianni Poli in 2:11:06 h und bei den Frauen Grete Waitz in 2:28:06 h.

## Ergebnisse

### Männer
| Platz | Athlet             | Land               | Zeit (h) |
| ----- | ------------------ | ------------------ | -------- |
| 01    | Gianni Poli        | Italien            | 2:11:06  |
| 02    | Robert de Castella | Australien         | 2:11:43  |
| 03    | Orlando Pizzolato  | Italien            | 2:12:13  |
| 04    | Ibrahim Hussein    | Kenia              | 2:12:51  |
| 05    | Ralf Salzmann      | BR Deutschland     | 2:13:21  |
| 06    | Salvatore Bettiol  | Italien            | 2:13:27  |
| 07    | Agapius Masong     | Tansania           | 2:13:59  |
| 08    | Osvaldo Faustini   | Italien            | 2:14:03  |
| 09    | Peter Pfitzinger   | Vereinigte Staaten | 2:14:09  |
| 10    | Eddy Hellebuyck    | Belgien            | 2:14:30  |

### Frauen
| Platz | Athletin            | Land               | Zeit (h) |
| ----- | ------------------- | ------------------ | -------- |
| 01    | Grete Waitz         | Norwegen           | 2:28:06  |
| 02    | Lisa Martin         | Australien         | 2:29:12  |
| 03    | Laura Fogli         | Italien            | 2:29:44  |
| 04    | Jocelyne Villeton   | Frankreich         | 2:32:51  |
| 05    | Karolina Szabó      | Ungarn             | 2:34:51  |
| 06    | Odette Lapierre     | Kanada             | 2:35:33  |
| 07    | Emma Scaunich       | Italien            | 2:37:50  |
| 08    | Rita Marchisio      | Italien            | 2:37:59  |
| 09    | Christa Vahlensieck | BR Deutschland     | 2:38:12  |
| 10    | Sharlet Gilbert     | Vereinigte Staaten | 2:38:24  |